# 胡涍
胡涍（1534年—1579年），字原荊，號蓮渠，直隸常州府無錫縣（今江蘇省無錫市）人，明朝政治人物。

## 生平
嘉靖四十三年（1564年）甲子科應天府鄉試第六十二名。嘉靖四十四年（1565年）聯捷乙丑科會試第七十四名，登進士第三甲第一百二十六名進士。工部观政，本年八月授任永豐縣知縣，隆慶三年（1569年）闰六月復除安福縣知縣，五年八月升任廣西道監察御史，差巡按辽东。六年（1572年）十月因進言不慎，被逮捕貶為民。万历七年卒，《明史》有傳。

## 家族
曾祖胡樸；祖父胡良珮；父胡觀，母闞氏。